# Индия – любовна история
„Индия – любовна история“ (на португалски: Caminho das Índias) е бразилска теленовела, създадена от Глория Перес.

## Сюжет
В центъра на историята е забранената любов между двама индийци с различен произход.
Мая е умна, жизнерадостна, работи в централния офис по телемаркетинг в Раджастан и принадлежи на едно традиционно семейство на търговци. Багван е учил в САЩ, работи за една американска компания, но никога не е успял да забрави униженията, които е преживял в детството си, за това че е недосегаем – част от каста, за която важи свещения текст „Прах в краката на Бог Брахма" и която разглежда нечистите и ги осъжда да не докосва дори със сянката си някой от членовете на кастата. Тази система е била отхвърлена от закона, но не и от посветените.
Мая е на възраст за женене и нейните родители, Ману и Кочи, усилено ѝ търсят подходящ съпруг. Като истинска индийка, тя винаги е вярвала, че никой не може да избере подходящ мъж за нея по-добре от родителите ѝ. Докато не се запознава с Багван. Водена от пленителните чувства, Мая е решена да наложи волята си на семейството и не разбира защо младежа се показва толкова сдържан. Но когато истината за произхода на младежите излиза наяве, те се сблъскват с оправдани страхове и това разкритие предизвиква истинско цунами в дома ѝ. Сред обещания, рискове, срещи и откази, двамата заедно планират бъдещето, но съдбата им е подготвила изненади. На пътя им се изправят Радж, мечтаният от родилите съпруг за Мая, израстването на Багван в кариерата и бразилската компания „Кадоре", с която младежът е станал партньор преди няколко години.
„Кадоре" се ръководи от братята Раул и Рамиро. Рамиро е амбициозен бизнесмен, обсебен от собствения си успех, който обвинява сина си Тарсо, за когото предвижда блестящо бъдеще в бизнеса, за неговия непокорен характер. Рамиро не може да си представи ефекта от това притискане...

## Актьорски състав
| Актьор/Актриса          | Персонаж                             |
| ----------------------- | ------------------------------------ |
| Жулиана Паеш            | Мая Мита                             |
| Родриго Ломбарди        | Радж Ананда                          |
| Летисия Сабатела        | Ивон Магалхаес Оливейра              |
| Алешандре Боржес        | Раул Кадоре                          |
| Дебора Блох             | Силвия Кадоре                        |
| Клео Пирес              | Сурия Ананда                         |
| Марсио Гарсия           | Багван Сундрани                      |
| Таня Калил              | Мария Едуарда Алвес де Мораеш (Дуда) |
| Бруно Галиасо           | Тарсо Кадоре                         |
| Маржори Естиано         | Антония до Вале (Тоня)               |
| Тони Рамос              | Опаш Ананда                          |
| Елиян Жардини           | Индира Ананда                        |
| Лима Дуарте             | Шанкар Судрани                       |
| Лаура Кардосо           | Лакшми Ананда                        |
| Стенио Гарсия           | д-р Марио Аугусто Кастаньо           |
| Како Сиоклер            | Мурило Енрике до Вале                |
| Кристиане Торлони       | Мелиса Кадоре                        |
| Умберто Мартинш         | Рамиро Кадоре                        |
| Дира Паеш               | Норма Алмейда (Норминя)              |
| Андресон Мюлер          | Абел Алмейда                         |
| Тайла Аяла              | Шивани Мугдалияр Сундрани            |
| Изис Валверде           | Камила Мота Голуард                  |
| Кайо Бият               | Рави Ананда                          |
| Тотиа Мейлерес          | Аида Мота                            |
| Антонио Калони          | Сезар Гало Голуард                   |
| Ана Беатриз Ногуейра    | Илана Гало Голуард                   |
| Одилон Вагнер           | Майк / Ерик Браун                    |
| Майте Проенча           | Фернанда Естанавадо (Нанда)          |
| Дантон Мело             | Амитаб Ананда                        |
| Мария Мая               | Инес Кадоре                          |
| Витория Фрате           | Жулия Кадоре                         |
| Осмар Прадо             | Ману Мита                            |
| Нивея Мария             | Кочи Мита                            |
| Жозе де Абреу           | Пандит                               |
| Вера Фишер              | Киара Бетанкурт                      |
| Жандира Мартини         | Пуджа Хитид                          |
| Флавио Маглиацио        | Каран Ананда                         |
| Бети Гофман             | Дейзи                                |
| Андре Гончалвес Барбоса | Гопал                                |
| Ана Фуртадо             | Габи                                 |
| Елияс Глейзер           | Ернесто Кадоре                       |
| Ева Тодор               | Ана Апаресида Албукуерку (Сидиня)    |
| Неуза Боржес            | Ирасема (Сема)                       |
| Мурило Роса             | д-р Лукас Гаридо                     |
| Жулияна Алвес           | Суелен                               |
| Андре Артече            | Индра                                |
| Жулия Алмейда           | Лея Мота Гоуард (Леиня)              |
| Рикардо Този            | Комал Мита                           |
| Бренда Абад             | Рани Мита                            |
| Сидни Сантяго           | Адемир                               |
| Принцила Маринхо        | Шейла                                |
| Дуда Нагле              | Жозе Карлош Гало Гоулард (Зека)      |
| Силвия Буарку           | Беренисе (Бере)                      |
| Виктор Фазано           | Дарио дос Сантос                     |
| Розане Гофман           | Валкирия (Вал)                       |
| Сиса Гиумараес          | Рут Маркес                           |
| Марсио Вито             | Раму Хитид                           |
| Какау Мело              | Дева                                 |
| Маркус Мелхем           | Радеш де Шива                        |
| Каролина Оливейра       | Шанти Ананда                         |
| Мусумзинхо              | Маико                                |
| Луси Перейра            | Ондина                               |
| Блота Филдо             | Аролдо Еставанадо                    |
| Паула Перейра           | Дурга                                |
| Адилсон Магха           | Гуру Сирго                           |
| Мара Манзан             | Ашима                                |
| Таис Гараиб             | Ана                                  |
| Марсело Броу            | Гуто                                 |
| Ана Лима                | Сесилия (Сиса)                       |
| Дарлан Гунха            | Елисеу                               |
| Кларис Дерзие Луз       | Харима                               |
| Алексанре Лиузи         | Педро                                |
| Жанайна Прадо           | Соня                                 |
| Жаклин Далабона         | Рада Мугдалияр                       |
| Луиз Бацели             | Барат Мугдалияр                      |
| Алан Соуза Лима         | Хадит                                |
| Карина Ферари           | Ануша Ананда                         |
| Саду Пашкуал            | Хари Хидит                           |
| Лаура Борето            | Лалит                                |
| Нахуана Коста           | Малика                               |

## В България
В България е излъчван два пъти по БНТ 1.
| Озвучаващи артисти  | Елена Русалиева Радосвета Василева Лиза Шопова (вкл. еп.137) Лидия Вълкова (от еп.138) Стефан Сърчаджиев-Съра (вкл. еп.137) Любомир Младенов(от еп. 138) Димитър Иванчев (вкл. еп.137) Стефан Стефанов (от еп. 138) Даниел Цочев |
| Преводачи           | Румяна Джамбазова Илка Филипова-Бечева |
| Редактори           | Цонка Павлова Елисавета Каменова |
| Тонрежисьори        | Елена Симеонова Адриана Червенкова Кети Фотева Елеонора Карагьозова |
| Режисьор на дублажа | Димитър Караджов |

Поредното излъчване на сериала стартира от 22 ноември 2014 г. по Диема Фемили. Приключва на 23 август 2015 г. Дублажът е записан наново.
| Озвучаващи артисти  | Христина Ибришимова Лиза Шопова Даниела Йорданова Симеон Владов Стефан Сърчаджиев-Съра Димитър Иванчев |
| Преводач            | Илка Филипова-Бечева Румяна Джамбазова                                                                 |
| Тонрежисьори        | Стефан Дучев Цветомир Цветков Венцислав Станков                                                        |
| Режисьор на дублажа | Димитър Кръстев                                                                                        |